# Rhaphidophora sarasinorum
Rhaphidophora sarasinorum är en kallaväxtart som beskrevs av Adolf Engler. Rhaphidophora sarasinorum ingår i släktet Rhaphidophora och familjen kallaväxter. Inga underarter finns listade.